# Erhard Seminars Training
Erhard Seminars Training (EST ou plus souvent est) était une société de développement personnel fondée par Werner Erhard en 1971 et active jusqu'en 1985 avant d'être remplacée par Forum (aujourd'hui Landmark Forum).

## Histoire
Les séminaires Erhard Seminars Training sont lancés en 1971 par Werner Erhard. De 1971 à 1976, 83 000 personnes suivent ce programme. À partir de 1984, le nombre de participants décline (à 48 000, contre 58 000 en 1981). Le programme est brutal et certains participants portent parfois plainte. En 1985, EST, qui fait alors l'objet d'un redressement fiscal, devient Forum. Le dernier séminaire d'EST s'est tenu en 1984 à San Francisco.
Selon Erhard, la nouvelle formule Forum correspond à un changement culturel appelant à une adaptation des techniques socio-psychologiques adoptées. Le nouveau programme forum peut être suivi devant un écran à un prix réduit, et une formule existe pour les enfants de six à douze ans.

## Description

### Contenu
Le programme EST était un dérivé du Mouvement du potentiel humain qui se développait aux États-Unis à partir des années 1960. EST offrait un séminaire de deux week-ends (six jours ou soixante heures) connu officiellement sous le nom de « The est Standard Training » (« La Formation est Standard »).
Après 1985, les séminaires sont dispensés par la société Foum et deviennent « plus doux ».
Le programme d'EST figure dans la série d'espionnage The Americans diffusée en 2013.

### Résultats
Les séminaires de l'EST visent à « transformer sa capacité à faire l'expérience de la vie afin que les situations que l'on a essayé de changer ou qu'on a supportées s'éclaircissent juste dans le processus de la vie elle-même ». Le site internet d'EST affirme que la formation « met au premier plan les idées de transformation, de responsabilité, d'imputabilité et de possibilité personnelle ».
Au fur et à mesure qu'EST a pris de l'importance, les critiques à son sujet se sont intensifiées. En 1977, sort le film Les Faux-durs qui parodie le séminaire alors populaire.  Divers critiques accusent l'EST de contrôle mental, de former une armée autoritaire et d'autres le qualifie de « secte ». En 1977, l'American Journal of Psychiatry publie l'étude Psychiatric disturbances associated with Erhard Seminars Training (« Perturbations psychiatriques associées à Erhard Seminars Training »).